# Womochel Peaks
Die Womochel Peaks sind niedrige Felsengipfel im ostantarktischen Viktorialand. Sie liegen 3 km südlich des Mount Weihaupt in der Gruppe der Outback-Nunatakker.
Der United States Geological Survey kartierte sie anhand eigener Vermessungen und Luftaufnahmen der United States Navy aus den Jahren von 1959 bis 1964. Das Advisory Committee on Antarctic Names benannte sie 1970 nach Daniel R. Womochel, Biologe auf der McMurdo-Station zwischen 1967 und 1968.